# شطرنجی‌سازی

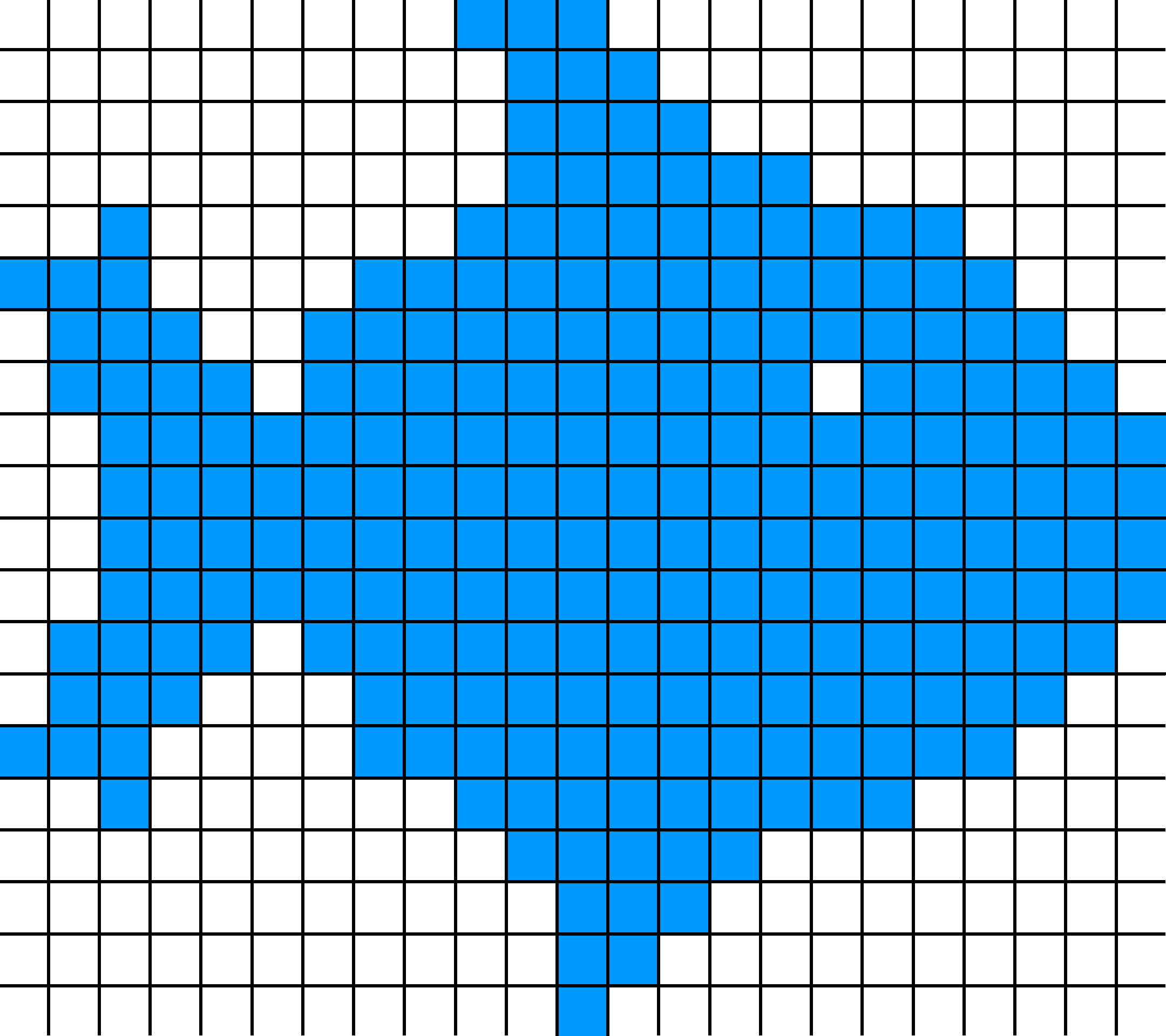
یک تصاویر رایانه ای شطرنجی شده

شطرنجی‌سازی (به انگلیسی: rasterisation) به فرایند تبدیل داده‌های بُرداری به داده‌های شطرنجی گفته می‌شود. در این فرایند تصاویر از حالت گرافیک برداری به گرافیک شطرنجی و پیکسل تبدیل می‌شوند. این کار ممکن است با هدف تبدیل قالب پرونده صورت بگیرد یا برای آماده‌سازی تصویر جهت استفادهٔ دستگاه‌هایی همچون چاپگر یا نمایشگر باشد.
از کاربردهای مهم شطرنجی‌سازی در رندرینگ رایانه‌ای است که برای اشاره به نوعی الگوریتم برای نمایش تصاویر سه‌بعدی در رایانه به کار می‌رود و از پرکاربردترین فنون تولید گرافیک سه‌بعدی رایانه‌ای به صورت بی‌درنگ است. برخی از نرم‌افزارهای کاربردی لازم است بی‌درنگ به ورودی‌های کاربر واکنش نشان دهند و همچنین برای اینکه بتوانند تصاویر پویای قابل قبولی به کاربر ارائه دهند معمولاً باید دست کم ۲۴ فریم در ثانیه تولید کنند. شطرنجی‌سازی یکی از سریع‌ترین تکنیک‌ها برای پردازش تصاویر است.